# Robert Sweet
Robert Sweet, född 1783 i Cockington, död den 20 januari 1835 i Chelsea, var en brittisk botaniker, hortikulturist och ornitolog.
Auktorsnamnet Sweet kan användas för Robert Sweet i samband med ett vetenskapligt namn inom botaniken; se Wikipediaartiklar som länkar till auktorsnamnet.